# 格倫多拉 (密西西比州)
格倫多拉（英語：Glendora）是位於美國密西西比州塔拉哈奇縣的村。

## 人口
根據2020年美國人口普查的數據，格倫多拉的面積為0.37平方千米，皆為陸地。當地共有人口154人，而人口密度為每平方千米416人。